# Hinojedo

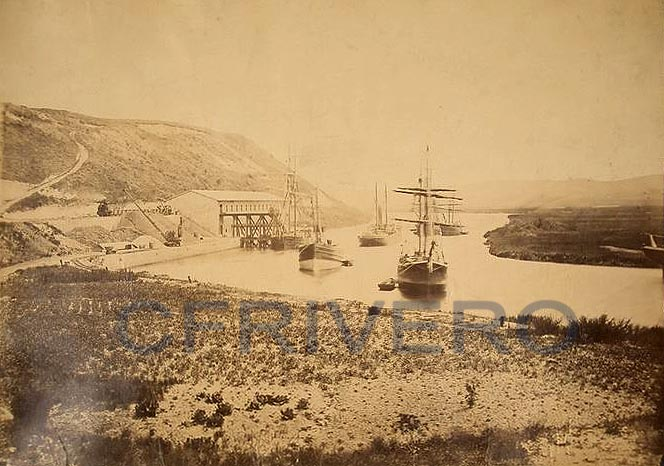
Ría de San Martín de la Arena a finales del.

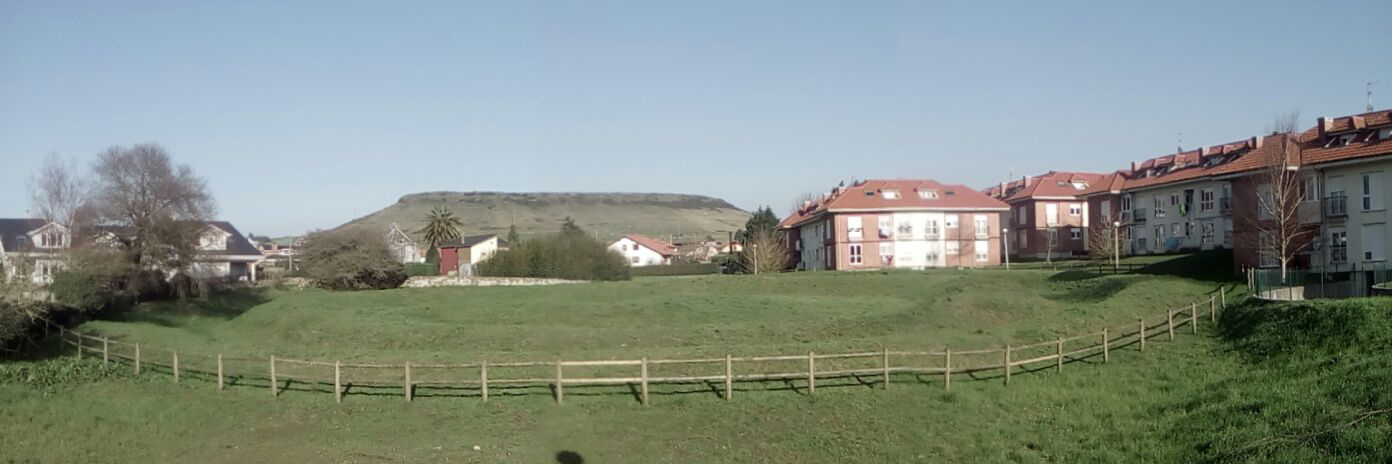
Mota de Trespalacios, fortificación de los siglos /.

Hinojedo es una localidad del municipio de Suances (Cantabria, España). El topónimo proviene del término altomedieval Fenolietu, que da primero Finojedo y que aparece ya en documentos en el siglo X, y que a su vez, proviene de Foeniculum vulgare (hinojo), por la abundancia de esta especie en la zona. Está situado al sur del término municipal, junto al alto de Castíu o La Masera (156 m), lindado con la población de Viveda, perteneciente al municipio de Santillana del Mar; Puente Avíos, Ongayo y Cortiguera dentro del de Suances, y por último, limita en el estuario del Saja-Besaya con Requejada (Polanco) y Barreda (Torrelavega). Este estuario, denominado oficialmente ría de San Martín de la Arena, posee varias islas fluviales. El pueblo está situado a una distancia de 4 kilómetros de Suances, a unos 30 de Santander y a 6 de Torrelavega. Se asienta a 20 metros de altitud media sobre el nivel del mar y cuenta con 1945 habitantes (INE, 2017).
En terrenos de esta localidad se asienta una fábrica de la Real Compañía Asturiana de Zinc (AZSA), con un pequeño puerto fluvial muy utilizado en el pasado siglo XX. Atraviesa el pueblo la senda ciclable del Besaya, que comunica Suances con Los Corrales de Buelna. Pasa por la localidad el río Borrañal, afluente del Saja.
Hinojedo cuenta con un equipo de fútbol, el Minerva FC, que juega en Primera Regional. Cuenta con categorías inferiores y su campo está situado en La Junquera, en el barrio de San Martín.

## Barrios
El Fielato, La Sierra, Barrio Obrero, La Caraba, Castañera, Samartín, Vía, La Concha, Gándara, Sogándara, El Soto, Serna, San Pedro, Las Llamas y Sanjero son los barrios que forman Hinojedo.

## Patrimonio
A destacar de esta localidad el yacimiento arqueológico de la mota de Trespalacios (entre los siglos X y XI), que fue incluida en el Inventario General del Patrimonio Cultural de Cantabria en 2003. Cercano a esta mota se encuentra el palacio de Velarde, que da nombre al yacimiento (Trespalacio=Tras palacio). Otros yacimientos arqueológicos son: el castro cántabro de Castíu, también conocido como La Masera; los yacimientos arqueológicos de El Castro (actualmente bajo un circuito de motocrós) y el túmulo prehistórico de la iglesia de san Saturnino, destruido durante la construcción de un aparcamiento para ésta. En la toponimia quedan vestigios de las dos calzadas o Itinera Antiqua que atravesaron el pueblo: los barrios de La Concha y Vía. Hasta la década de 1980, era visible un tramo de calzada que fue destruida durante los trabajos de la concentración parcelaria. También está desaparecido el convento de Samartín, ubicado en la isla de Pedrón y la ermita de Las Ánimas. Se conservan las ermitas de Sanjero, San José y San Pedro.

## Servicios
Hinojedo contó con una escuela infantil, La Gándara, adosada al Centro Cultural San Saturnino. También cuenta con la sede de la Junta Vecinal (concejo), en el edificio La Campesina y, por último, en las antiguas escuelas del Patronato, en el barrio Samartín, se encuentran las aulas de la UNATE. El pueblo goza del servicio de autobuses en las líneas Suances-Torrelavega (Autobuses Casanova) y Ubiarco-Santander (Autobuses La Cantábrica).

## Cultura
Celebra las fiestas del Corpus Christi, san Pedro y san Saturnino. El coro Aires del Castro es de esta localidad. Es tradición, bien conservada, cantar las Marzas de Reis o Reyeros la noche del 5 de enero. Han tratado sobre Hinojedo varios escritores como José María de Pereda en su obra La Puchera; José María de Cossío en sus Rutas literarias de La Montaña; Amós de Escalante en Ave Maris Stella, y el historiador Javier Ortiz Real, cronista oficial de Suances, ha escrito varios libros dedicados a Hinojedo. También existe una monografía de Alberto Fuentevilla de Diego sobre Hinojedo titulada Hinojedo a través del tiempo, obra de gran interés ya que da una visión sintetizada y pormenorizada de la historia del lugar. Más recientemente la hinojerina Angelines Pechero Terán publicó el libro Hinojedo, memoria gráfica del siglo XX, con fotografías sobre la vida del pueblo.

## Demografía
| 2000 | 2001 | 2002 | 2003 | 2004 | 2005 | 2006 | 2007 | 2008 | 2009 | 2010 | 2011 | 2012 | 2013 | 2014 | 2015 | 2016 | 2017 |
| ---- | ---- | ---- | ---- | ---- | ---- | ---- | ---- | ---- | ---- | ---- | ---- | ---- | ---- | ---- | ---- | ---- | ---- |
| 1067 | 1071 | 1086 | 1155 | 1172 | 1221 | 1263 | 1350 | 1406 | 1458 | 1632 | 1738 | 1764 | 1811 | 1838 | 1857 | 1909 | 1945 |

Fuente: INE

## Personajes ilustres
Entre otros hinojerinos ilustres, cabe destacar:
- José Iván Gutiérrez, ciclista profesional, subcampeón del mundo de contrarreloj y múltiples veces campeón de España, tanto contrarreloj como en ruta.
- Fernando Velarde, poeta nacido en Hinojedo en 1823 y fallecido en Londres en 1881. Autor, entre otros, de La poesía de la Montaña, publicado en 1876.